# Vladičin Han
Vladičin Han (en serbe cyrillique : Владичин Хан) est une ville et une municipalité de Serbie situées dans le district de Pčinja. Au recensement de 2011, la ville comptait 8 053 habitants et la municipalité dont elle est le centre 20 938.

## Géographie
Vladičin Han est située au sud-est de la Serbie, sur les rives de la Južna Morava. La ville est entourée à l'ouest et au nord-ouest par le massif montagneux de la Kukavica, dont les plus hauts sommets sont la Vlajna (1 441 m), le Borovik (1 244 m), la Spasova čuka (1 162 m) et le Milkov vrh (1 025 m). À l'est et au nord-est, elle est entourée par les monts Čemernik et au sud-est par les monts Vardenik. Vladičin Han se trouve à la sortie de la gorge de Grdelica.

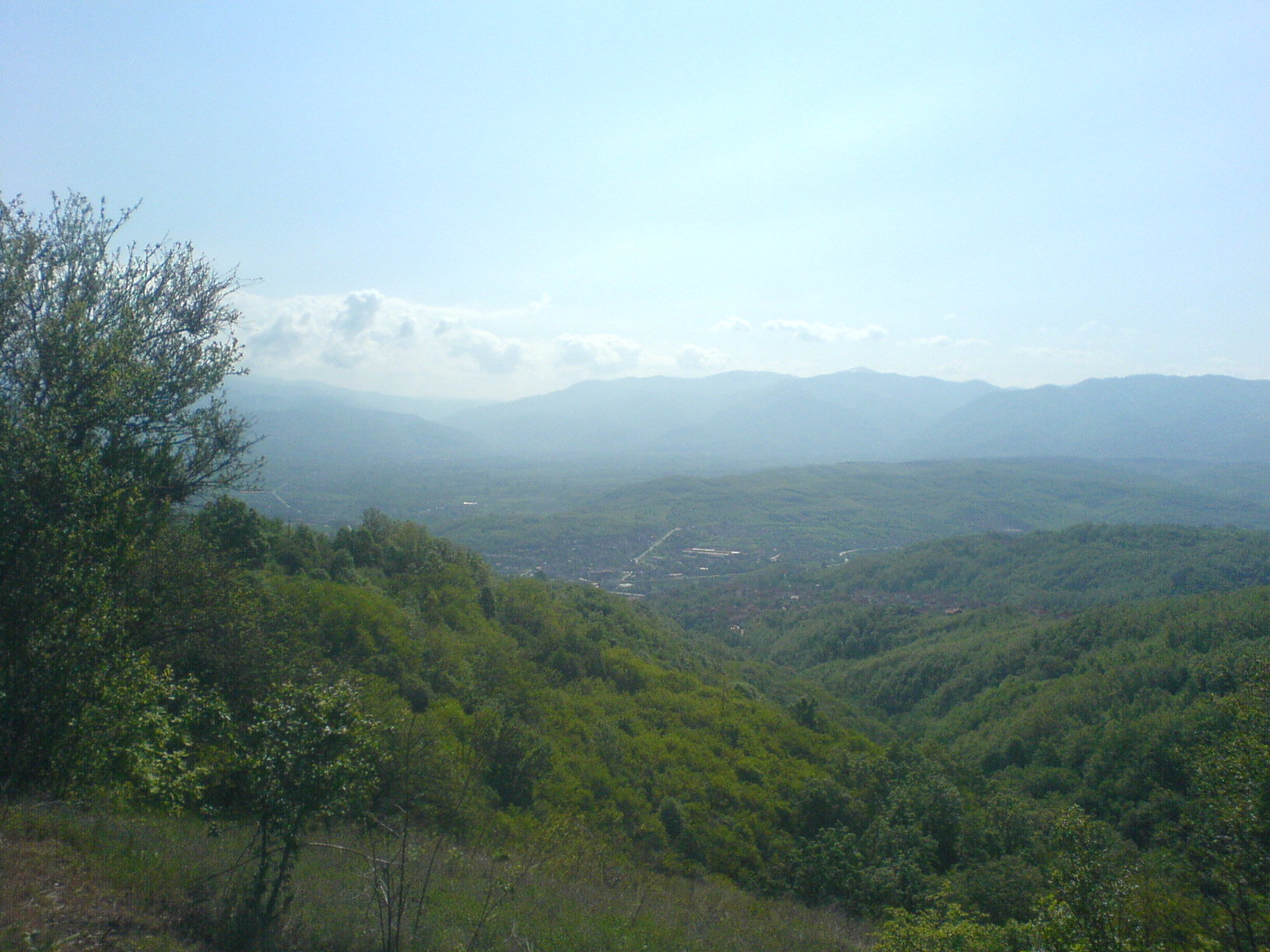
Paysage près de Donje Jabukovo

La ville se trouve sur la route européenne E75 (autoroute serbe A1) qui relie Belgrade et Niš à Skopje, puis à la Grèce en passant par la République de Macédoine. Elle est située à 333 km de Belgrade, 112 km de Priština (au Kosovo), 91 km de Niš et 112 km de Skopje (en Macédoine).

## Localités de la municipalité de Vladičin Han

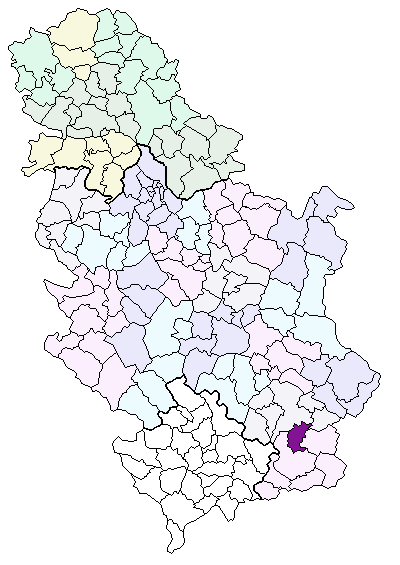
Localisation de la municipalité de Vladičin Han en Serbie

La municipalité de Vladičin Han compte 51 localités :
| - Balinovce - Bačvište - Belanovce - Beliševo - Bogoševo - Brestovo - Vladičin Han - Vrbovo - Garinje - Gornje Jabukovo - Gramađe - Dekutince - Donje Jabukovo | - Dupljane - Žitorađe - Zebince - Jagnjilo - Jastrebac - Jovac - Kalimance - Kacapun - Koznica - Kopitarce - Kostomlatica - Kržince - Kukavica | - Kunovo - Lebet - Lepenica - Letovište - Ljutež - Mazarać - Manajle - Manjak - Mrtvica - Ostrovica - Polom - Prekodolce - Priboj | - Ravna Reka - Rdovo - Repince - Repište - Ružiće - Solačka Sena - Srneći Dol - Stubal - Suva Morava - Tegovište - Urvič - Džep |

Vladičin Han est officiellement classée parmi les « localités urbaines » (en serbe : градско насеље et gradsko naselje) ; toutes les autres localités sont considérées comme des « villages » (село/selo).

## Démographie

### Ville

#### Évolution historique de la population dans la ville
| 1948  | 1953  | 1961  | 1971  | 1981  | 1991  | 2002  | 2011  |
| ----- | ----- | ----- | ----- | ----- | ----- | ----- | ----- |
| 1 262 | 1 782 | 2 385 | 3 809 | 6 207 | 7 835 | 8 338 | 8 053 |

## Politique
À la suite des élections locales serbes de 2008, les 36 sièges de l'assemblée municipale de Vladičin Han se répartissaient de la manière suivante :
| Parti                                                                         | Sièges |
| ----------------------------------------------------------------------------- | ------ |
| Parti radical serbe                                                           | 7      |
| Vladičin Han pour une Serbie européenne                                       | 6      |
| Parti démocratique de Serbie                                                  | 4      |
| Nouvelle Serbie                                                               | 4      |
| G17 Plus                                                                      | 3      |
| Parti socialiste de Serbie - Parti des retraités unis de Serbie - Serbie unie | 3      |
| Liste « Glas za spas »                                                        | 3      |
| Liste « Vratimo osmeh Hanu »                                                  | 3      |
| Liste « Caka »                                                                | 3      |

Nenad Mitrović, qui dirigeait la liste Vladičin Han pour une Serbie européenne, soutenue par président Boris Tadić, a été élu président (maire) de la municipalité.

## Culture
Modèle:Les musiciens Boban et Marko Markovic sont originaires de cette ville.

## Coopération internationale
Vladičin Han a signé des accords de coopération avec les villes suivantes :
- Derventa (Bosnie-Herzégovine)
- Negotino (Macédoine)